# Vickie Winans
Viviane Bowman (Detroit, 18 de Outubro de 1953) é uma Cantora de Musica gospel, Compositora e Produtora Musical estadunidense.

## Biografia
A sétima de doze crianças, Vickie nasceu em Detroit, Michigan, Mattie A. Bowman, uma dona de casa, e Bowman Aaron, um pai que trabalhou diversas vezes como carpinteiro e pedreiro e entre outros. Ela começou a cantar na igreja - The International Gospel Center - com a idade de oito anos, e na adolescência, ela cantou com um grupo conhecido como os The International Sounds of Deliverance. Alguns de seus irmãos incluem Beverly Bouldes, Sandi Tyler, Irma Crockett, Annette Tharpe, Aaron Bowman, Jr. (falecido), Carleen Riley, Cathy Williams, Tim Bowman, Maria Sturdivant, Bryan, e Lorne Bowman.
Após o colegial, ela se casou com D. Ronald Brown do Faith Tabernacle Deliverance Temple em Orangeburg, Carolina do Sul. Juntos, eles tiveram um filho, Mario Brown, agora conhecido como Mario Winans. Em junho de 1978, casou-se com Marvin Winans do Grupo The Winans. Com Marvin ela teve um filho, Marvin Jr. (Coconut). No final de 2003, Vickie casou com o empresário Joe McLemore. Vickie perdeu a mãe, evangelista Mattie Bowman, em 12 de dezembro de 2006.

### Divórcio
Em 1995, Vickie e Marvin Winans divorciaram após quase 17 anos de casamento. O estresse do divórcio levou a desenvolver úlceras em seu esôfago, diabetes, e a ganhar peso. "Eu estava doente por conta do estresse do divórcio.", afirma a cantora. Eventualmente, Vickie recuperou a sua saúde e reorganizou a carreira.

## Carreira
Foi seu casamento com Marvin que Vickie levou a considerar uma carreira na música. Ela foi convidada e juntou-se ao Winans Part II, um grupo que incluía então sogros BeBe Winans e CeCe Winans e irmão Daniel Winans. No entanto, o grupo nunca decolou como BeBe & CeCe Winans saiu para se juntar aos PTL Singers do programa de televisão de longa data cristã, The PTL Club.

### Discografia
- 1985 Be Encouraged (Light)
- 1989 Total Victory (Light)
- 1991 Best of All (Light)
- 1991 The Lady (Selah/MCA)
- 1995 Vickie Winans (Intersound)
- 1997 Live In Detroit (Intersound)
- 1999 Live In Detroit II (Intersound)
- 1999 Share the Laughter (CGI/Platinum)
- 2002 Best of Vickie Winans (CGI/Platinum)
- 2003 Bringing It All Together (Verity platinum)
- 2005 Greatest Hits (Light/Artemis)
- 2006 Woman to Woman: Songs of Life (Verity)
- 2007 Happy Holidays from Vickie Winans (Destiny Joy)
- 2008 Praise & Worship (Verity)
- 2009 How I Got Over (Destiny Joy)
- 2010 How I Got Over Remix (Destiny Joy)
- 2010 Radio One Family Comdedy Tour, Vol.1 (Destiny Joy)
- 2012 Vickie Winans "Unplugged and Hilarious" Comedy DVD Vol.1 (Destiny Joy)
- 2012 Vickie Winans Unplugged and Hilarious Comedy DVD Vol.2 (Destiny Joy)

### Singles
- "Don't Throw Your Life Away"
- "We Shall Behold Him"
- "Just When (featuring Marvin Winans)"
- "Work It Out"
- "Shake Yourself Loose"
- "It's Alright"
- "Special Day"
- "The Rainbow"
- "Kids Love Jesus Too"
- "How I Got Over"
- "Holiday Jam"
- "Release it"